# Municipio de Elk Creek (Iowa)
El municipio de Elk Creek (en inglés: Elk Creek Township) es un municipio ubicado en el condado de Jasper en el estado estadounidense de Iowa. En el año 2010 tenía una población de 473 habitantes y una densidad poblacional de 4,38 personas por km².

## Geografía
El municipio de Elk Creek se encuentra ubicado en las coordenadas 41°33′12″N 92°55′51″O / 41.55333, -92.93083. Según la Oficina del Censo de los Estados Unidos, el municipio tiene una superficie total de 107.93 km², de la cual 107,56 km² corresponden a tierra firme y (0,35 %) 0,37 km² es agua.

## Demografía
Según el censo de 2010, había 473 personas residiendo en el municipio de Elk Creek. La densidad de población era de 4,38 hab./km². De los 473 habitantes, el municipio de Elk Creek estaba compuesto por el 97,89 % blancos, el 0,42 % eran amerindios, el 0,21 % eran asiáticos y el 1,48 % eran de una mezcla de razas. Del total de la población el 1,27 % eran hispanos o latinos de cualquier raza.